# Босна и Херцеговина на Европском првенству у атлетици у дворани 2017.
Босна и Херцеговина је учествовала на 33. Европском првенству у дворани 2017. одржаном у Београду, Србија, од 3. до 5. марта. Ово је било девето Европско првенство у атлетици у дворани од 1994. године када је Босна и Херцеговина први пут учествовала.
Репрезентацију Босне и Херцеговине представљала су 3 учесника (3 мушкарца) који су се такмичили у три дисциплине.
Такмичари Босне и Херцеговине нису освајали медаље на овом првенству, У табели успешности према броју и пласману такмичара који су учествовали у финалним такмичењима (првих 8 такмичара) Босна и Херцеговина је са једним учесником у финалу заузела 35. место са 2 бода, од 36 земаља које су имале представнике у финалу.
| Плас. | Земља               | 1. место | 2. место | 3. место | 4. место | 5. место | 6. место | 7. место | 8. место | Бр. финал. - Бод. |
| ----- | ------------------- | -------- | -------- | -------- | -------- | -------- | -------- | -------- | -------- | ----------------- |
| 35.   | Босна и Херцеговина | −        | −        | −        | −        | −        | −        | 1−2      | −        | 1−2               |

## Учесници
Мушкарци:
- Русмир Малкочевић — 400 м
- Амел Тука — 800 м
- Месуд Пезер — Бацање кугле

## Резултати

### Мушкарци
| Атлетичар         | Дисциплина   | Лични рекорд | Квалификације | Квалификације | Полуфинале           | Полуфинале           | Финале               | Финале               | Детаљи |
| Атлетичар         | Дисциплина   | Лични рекорд | Резултат      | Место         | Резултат             | Место                | Резултат             | Место                | Детаљи |
| ----------------- | ------------ | ------------ | ------------- | ------------- | -------------------- | -------------------- | -------------------- | -------------------- | ------ |
| Русмир Малкочевић | 400 м        | 48,23        | 48,58         | 6. у гр 3     | Није се квалификовао | Није се квалификовао | Није се квалификовао | 23 / 24 (28)         |        |
| Амел Тука         | 800 м        | 1:46,59 НР   | 1:49,84       | 2, у гр 2 КВ  | НС                   | НС                   | Није се квалификовао | Није се квалификовао |        |
| Месуд Пезер       | Бацање кугле | 20,37        | 20.13         | 7 кв          |                      |                      | 20,37 =ЛР            | 7 / 23               |        |